# Sadeltvång
Sadeltvång är ett obehag som en häst eller ponny kan känna vid sadling och eventuellt också vid uppsittning.
Sadeltvång kan vara allt från milt: hästen trampar omkring och spänner sig vid sadling och uppsittning, till grovt: hästen reser sig eller faller ihop.
Orsakerna till sadeltvång kan vara många. Sadeln kanske inte är anpassad till hästen och är obekväm, sadelgjorden kanske dras åt för hårt. Hästen kan också ha blivit skrämd eller illa behandlad i samband med sadling. Om hästen faller ihop vid sadling kan det även bero på att nerver kommer i kläm av sadelgjorden.
För att få bukt med sadeltvånget kan man försäkra sig om att sadel och sadelgjord är väl anpassad till hästen. Det kan hjälpa att ha en sadelgjord med resår i båda ändarna. Vid själva sadlingen är det viktigt att inte stressa eller tvinga hästen, utan låta sadlingen ta den tid det tar. Det brukar hjälpa att spänna sadelgjorden långsamt, ett hål i taget med paus emellan.
Det kan också vara något som ägaren/ryttaren ursäktar sig med för att denna inte kan/vet hur man ska bete sig vid sadling. Dvs hästen får inte tillfälle att lära sig att ha sadel, samt att sadelgjordsspänning inte behöver vara obehagligt.